# Arcocoseno
En trigonometría el arcocoseno está definido como la función inversa del coseno de un ángulo. Si tenemos: {\displaystyle \arccos \alpha \,}, su significado geométrico es el arco cuyo coseno es alfa.
La función coseno no es biyectiva, por lo que no tiene inversa. Es posible aplicarle una restricción del dominio de modo que se vuelva inyectiva y sobreyectiva. Por convención es preferible restringir el dominio de la función coseno al intervalo {\displaystyle \left[0,\pi \right]}.

## Notación
La notación matemática del arcocoseno es arccos; es común la escritura ambigua cos-1. En diversos lenguajes de programación se suele utilizar la forma ACOS y ACS.

## Propiedades

Función recíproca trigonométrica.

El arcocoseno de una función continua es estrictamente decreciente, definida por todo el valor del intervalo {\displaystyle \left[-1,1\right]}:
{\displaystyle {\begin{array}{lccl}\arccos :&[-1,1]&\rightarrow &[0,\pi ]\\&x&\rightarrow &y=\arccos(x)\end{array}}}
Su gráfico es simétrico respecto al punto {\displaystyle \left(0,{\frac {\pi }{2}}\right)}, siendo:
{\displaystyle \arccos x=\pi -\arccos(-x)}
La derivada de la función arcocoseno es
{\displaystyle {\frac {d}{dx}}\arccos x=-{\frac {1}{\sqrt {1-x^{2}}}}}
Por medio de la guía descrita simétrica vale la relación por argumentos negativos:
{\displaystyle \arccos \left(-x\right)=\pi -\arccos x}
Es posible combinar la suma o diferencia de arcocoseno en una expresión donde el arcocoseno figura una rotación:
{\displaystyle \arccos x_{1}+\arccos x_{2}={\begin{cases}\arccos \left(x_{1}x_{2}-{\sqrt {1-x_{1}^{2}}}{\sqrt {1-x_{2}^{2}}}\right)&x_{1}+x_{2}\geq 0\\2\pi -\arccos \left(x_{1}x_{2}-{\sqrt {1-x_{1}^{2}}}{\sqrt {1-x_{2}^{2}}}\right)&x_{1}+x_{2}<0\end{cases}}}
{\displaystyle \arccos x_{1}-\arccos x_{2}={\begin{cases}-\arccos \left(x_{1}x_{2}+{\sqrt {1-x_{1}^{2}}}{\sqrt {1-x_{2}^{2}}}\right)&x_{1}\geq x_{2}\\\arccos \left(x_{1}x_{2}+{\sqrt {1-x_{1}^{2}}}{\sqrt {1-x_{2}^{2}}}\right)&x_{1}<x_{2}\end{cases}}}

## Serie de potencias
El desarrollo en serie de potencias del arcocoseno viene dado por:
{\displaystyle {\frac {\pi }{2}}-\sum _{n=0}^{\infty }{\frac {(2n)!}{4^{n}(n!)^{2}(2n+1)}}x^{2n+1}={\frac {\pi }{2}}-x-{\frac {1}{6}}x^{3}+...}
Nótese que este desarrollo solo es válido cuando se expresa el ángulo en radianes. 
| Demostración |
| Aplicando el desarrollo en serie de Taylor es sencillo demostrar el siguiente desarrollo: {\displaystyle {\frac {1}{\sqrt {1-t}}}=\sum _{n=0}^{\infty }{\frac {(2n)!}{4^{n}(n!)^{2}}}t^{n}} Efectuando el cambio t=s² se obtiene este desarrollo: {\displaystyle {\frac {1}{\sqrt {1-s^{2}}}}=\sum _{n=0}^{\infty }{\frac {(2n)!}{4^{n}(n!)^{2}}}s^{2n}} Dado que: {\displaystyle \arccos(x)={\frac {\pi }{2}}-\int _{0}^{x}{\frac {1}{\sqrt {1-s^{2}}}}ds} Integrando término a término la segunda serie se obtiene el desarrollo en serie del arcocoseno: {\displaystyle \arccos(x)={\frac {\pi }{2}}-\sum _{n=0}^{\infty }{\frac {(2n)!}{4^{n}(n!)^{2}(2n+1)}}x^{2n+1}} |

## Aplicaciones
En un triángulo rectángulo, el arcocoseno equivale a la expresión en radianes del ángulo agudo correspondiente a la razón entre su cateto adyacente y la hipotenusa.